# 三澤洋史
三澤 洋史（みさわ ひろふみ、1955年（昭和30年） 3月3日 - ）は、日本の指揮者、作曲家。指揮者デビュー当時は、新字体の三沢洋史と表記していた。

## 経歴
群馬県多野郡新町（現・高崎市新町）出身。群馬県立高崎高等学校卒業。国立音楽大学声楽学科卒業。声楽を原田茂生、中村健に、作曲を増田宏三、和声学を島岡譲に師事。在学中より指揮者を志し、指揮法を山田一雄に学ぶ。1981年（昭和56年）渡独、ベルリン芸術大学指揮科でハンス=マルティン・ラーベンシュタインに師事し、1984年（昭和59年）同大学を首席で卒業。同年9月ベルリン・カラヤン・コンクールにファイナリストとして入選。1985年の「東京の夏音楽祭」でブリテン『カーリュー・リバー』でオペラ指揮者としてデビューを果たす。
1999年（平成11年）から2003年（平成15年）まで、バイロイト音楽祭で祝祭合唱団指導スタッフの一員として従事。2011年（平成23年）には、文化庁在外研修員として、ミラノ・スカラ座において、合唱指揮者ブルーノ・カゾーニのもとでスカラ座合唱団の音楽作りを研修。
2001年（平成13年）から2020年（令和2年）現在まで新国立劇場合唱団の指揮者を務めており、受賞歴と受賞理由にあるとおり、その成果は高く評価されている。日本を代表する合唱指揮者として、新国立劇場合唱団だけでなく、二期会合唱団、東京オペラ・シンガ－ズなどプロ合唱団の指導に定評があり、また卓越した語学力でシャルル・デュトワ、ヴォルフガング・サヴァリッシュ、ホルスト・シュタインなど外来指揮者からの人望も厚い。
新国立劇場ではプッチーニ『蝶々夫人』、フンパーディンク『ヘンゼルとグレーテル』などの公演を指揮。そのほかベルリン交響楽団、ダブリン・聖セシリア管弦楽団、ブダペスト・MAV交響楽団、モナコ・モンテカルロ・フィルハーモニー管弦楽団、東京交響楽団、東京フィルハーモニー交響楽団等を指揮。
2005年（平成17年）5月には、東京サントリーホールにおいて東京交響楽団特別演奏会『三澤洋史のドイツ・レクイエム』を指揮し成功をおさめた。
2013年（平成25年）8月、名古屋で、ワーグナー『パルジファル』全曲をアマチュア・オーケストラである（現）愛知祝祭管弦楽団によって演奏。その功績によって「名古屋音楽ペンクラブ賞」を受賞。愛知祝祭管弦楽団では、2016年（平成28年）から1年ごとに、ワーグナー『ニーベルングの指環』全4部作を上演。2021年8月15日ワーグナー・ガラスペシャルとして「タンホイザー」「トリスタンとイゾルデ」「ローエングリン」「パルジファル」より抜粋、2022年8月28日「トリスタンとイゾルデ」、2023年8月20日「ローエングリン」をいずれも愛知県芸術劇場コンサートホールにおいて上演。
熱烈な“ワグネリアン”として知られる一方、J.S.バッハにも造詣が深く、宗教音楽では、クリストファー・ホグウッドのアシスタントとしてオリジナル楽器や古楽唱法・古楽アンサンブルの方法論を習得。バッハ『ヨハネ受難曲』『ミサ曲 ロ短調』『クリスマス・オラトリオ』や数多くのカンタータなどを暗譜でレパートリーに有する。2006年（平成18年）東京バロック・スコラーズを立ち上げ、「21世紀のバッハ」をめざして多角的な活動を行っている。
総合的舞台芸術をめざして、ミュージカルを作曲。自ら台本、演出も手がける。その本拠地として、郷里である群馬県高崎市新町において新町歌劇団を30年以上率いている。 2017年（平成29年）7月ミュージカル三澤自身の台本・作曲『おにころ』第8回目の公演が、群馬交響楽団を指揮して高崎市の群馬音楽センターで行われ、2020年（令和2年）7月26日には、2019年（令和元年）9月20日にオープンした高崎芸術劇場での第9回目公演が予定されていた。COVID-19のため第9回公演は2021年（令和3年）に延期されている。
愛知県立芸術大学、京都教育大学、東京芸術大学非常勤講師、名古屋芸術大学客員教授、滋賀県立芸術劇場びわ湖ホール声楽アンサンブル専任指揮者、浜松バッハ研究会常任指揮者、志木第九の会指揮者を歴任。2019年7月12日現在、新国立劇場合唱団首席指揮者、愛知祝祭管弦楽団音楽監督、東京バロック・スコラーズ音楽監督、京都ヴェルディ協会理事、新町歌劇団音楽監督。アカデミカコール（東京大学音楽部合唱団コールアカデミーOB合唱団）常任指揮者、名古屋モーツァルト200合唱団常任指揮者。

## 作曲作品
- ミュージカル『おにころ』[3]
- ミュージカル『愛はてしなく』[3]
- ミュージカル『ナディーヌ』[3]
- 音楽劇『ノアの箱舟』
- 音楽劇『ぐるんぱのようちえん』
- ミサ曲『Missa pro Pace（平和のためのミサ）』[3]

## 受賞歴
- 2014年（平成26年）第9回名古屋音楽ペンクラブ賞[11]
  - 2013年8月 ワーグナープロジェクト名古屋管弦楽団（現・愛知祝祭管弦楽団 ※アマチュアオーケストラ）コンサートオペラ・ワーグナー舞台神聖祝祭劇『パルジファル』全3幕 名古屋地区初演 指揮：三澤洋史 あいちトリエンナーレ2013パートナーシップ事業[11]
- 2016年（平成28年）第3回JASRAC音楽文化賞[1]
  - 顕彰理由：合唱団の指導、育成に卓越した力を発揮し、新国立劇場合唱団の専属指揮者として同合唱団を世界有数といわれるレベルに引き上げた功績をたたえるとともに、オペラ指揮者の陰に隠れがちな合唱指揮者の重要性に光を当てる意味も込めて顕彰する[1]。
  - 合唱指揮者は、稽古を指導するとともに、本番中は劇場の後方から団員に合図を出してオペラ指揮者をサポートする裏方で、スポットライトを浴びることは少ないが、重要な役割を担っている。プロ合唱団や海外のオーケストラの信任も厚く、日本における合唱指揮者の第一人者として活躍している[1]。
- 2018年度（平成30年度）第31回ミュージック・ペンクラブ音楽賞クラシック部門、室内楽・合唱部門[12]
  - Comments  &  Profile ：新国立劇場合唱団は、メンバーを毎年オーディションで選び直すという、歌劇場の専属合唱団としては異例のシステムを採用している。メンバーが固定でないのはやや実験的な側面もあるのだが、創設以来、来日する指揮者、演出家たちからも常に高く評価されてきた。オペラは合唱がなければ成り立たない。当然メンバーは複数の言語をこなし、様々な時代のオペラに柔軟に対応しなければならない。団員個々の努力にも頭が下がるが、団としての高水準の維持には、合唱指揮の三澤洋史、若手の冨平恭平の両氏による指導力に負うところも大きい。コンサートでも確かな演奏力を示す彼らが、これからも日本の舞台芸術を支えていってくれることを願う[13]。
- 社会貢献者賞（日本顕彰会）[14]
- 上毛音楽賞（上毛新聞社）[14]

## 著作・寄稿等
- オペラ座のお仕事－世界最高の舞台をつくる（ハヤカワ・ノンフィクション文庫）早川書房 2016/9/21 ISBN 978-4150504779
- オペラ座のお仕事－世界最高の舞台をつくる 早川書房 2014/10/24 ISBN 978-4152094896
- 変わった道を歩みたいあなたに: 21世紀のリベラルアーツ を求めて（対談）Kindle 版 共著 Amazon Services International, Inc.
- イーハトーブを彷徨して: 森のおうちで賢治 を語る Kindle版 共著 2018/11/4 Office 天 Amazon Services International, Inc.
- カトリック信者として、月刊誌『福音宣教』に毎月コラム『行け、音よ翼に乗って』を執筆中

## 講座
- 一般財団法人真生会館「音楽と祈り」（月に一度）[15]

## ディスコグラフィー
- CD カンブルラン ベートーヴェン:交響曲第9番 合唱指揮 2013/3/25 ナミ・レコード
- CD J.S.バッハ作曲 モテット全曲 東京バロック・スコラーズ、三澤洋史指揮 2013/12/1 東京バロック・スコラーズ ※雑誌『レコード芸術』準特選[3]
- CD シェーンベルク:ヤコブの梯子 合唱指揮 1998/10/27 ユニヴァーサルIMS
- CD ブラームス ドイツ・レクイエム 指揮:三澤洋史、ソプラノ:釜洞祐子、バリトン:河野克典、管弦楽:東京交響楽団、合唱:東響コーラス 2005年5月1日サントリーホールでのライブ録音 2005/10/02 コロンビア・レコード